# Bonastre (Tarragona)
Bonastre ist eine Gemeinde (municipio) mit 760 Einwohnern (Stand: 2024) in der Provinz Tarragona in der Autonomen Gemeinschaft Katalonien im Nordosten Spaniens. Zur Gemeinde gehören neben dem Hauptort Bonastre die Ortschaften La Font de la Gavatxa und La Vinya de Bonastre.

## Geographische Lage
Bonastre liegt zwischen Barcelona (66 km in westsüdwestlicher Richtung entfernt) und Tarragona (27 km in ostnordöstlicher Richtung entfernt) in einer Höhe von ca. 175 m. 

## Bevölkerungsentwicklung
| Jahr      | 1970 | 1981 | 1991 | 2001 | 2011 | 2021 |
| Einwohner | 408  | 284  | 268  | 330  | 642  | 727  |

## Sehenswürdigkeiten

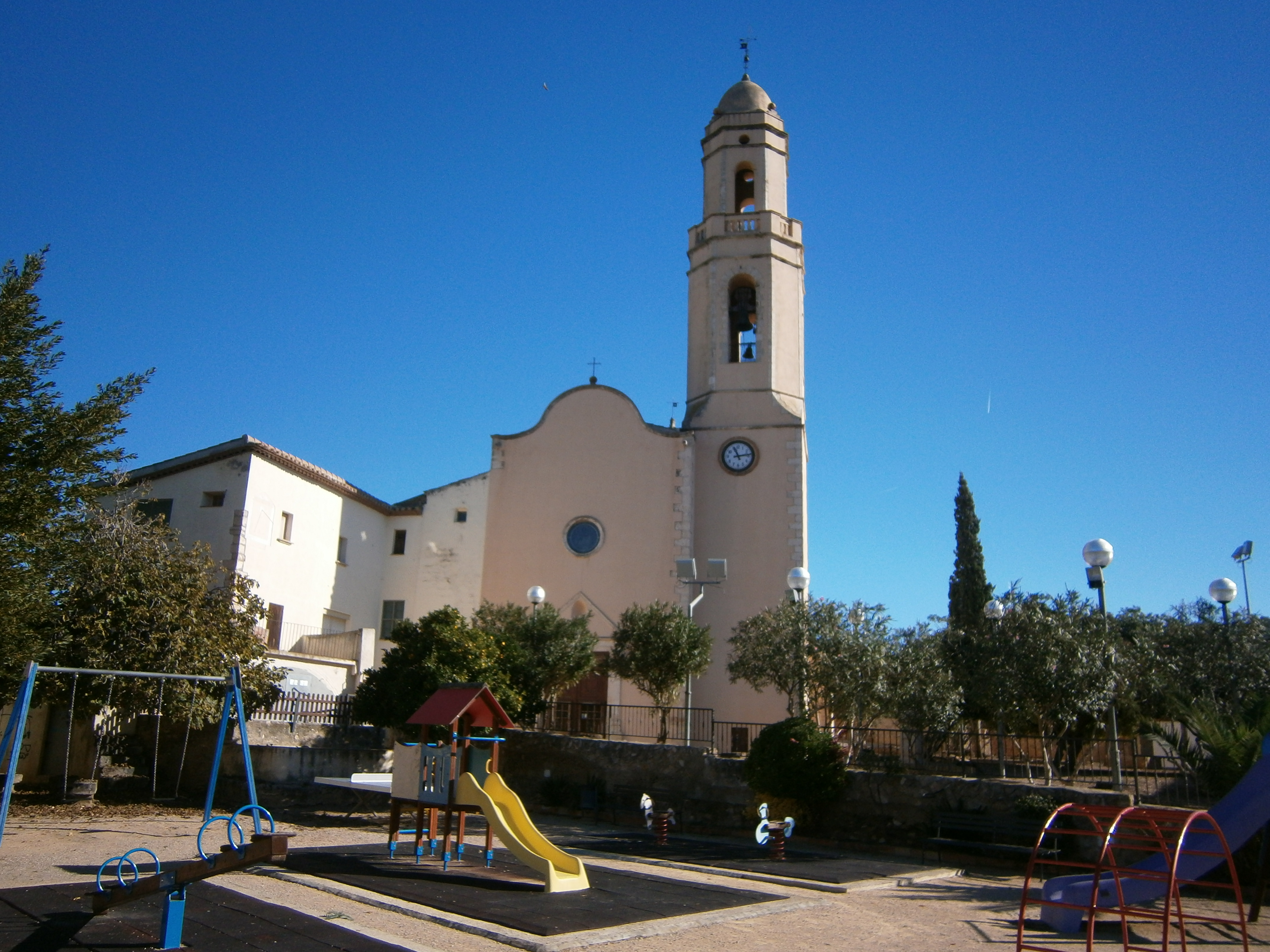
Magdalenenkirche
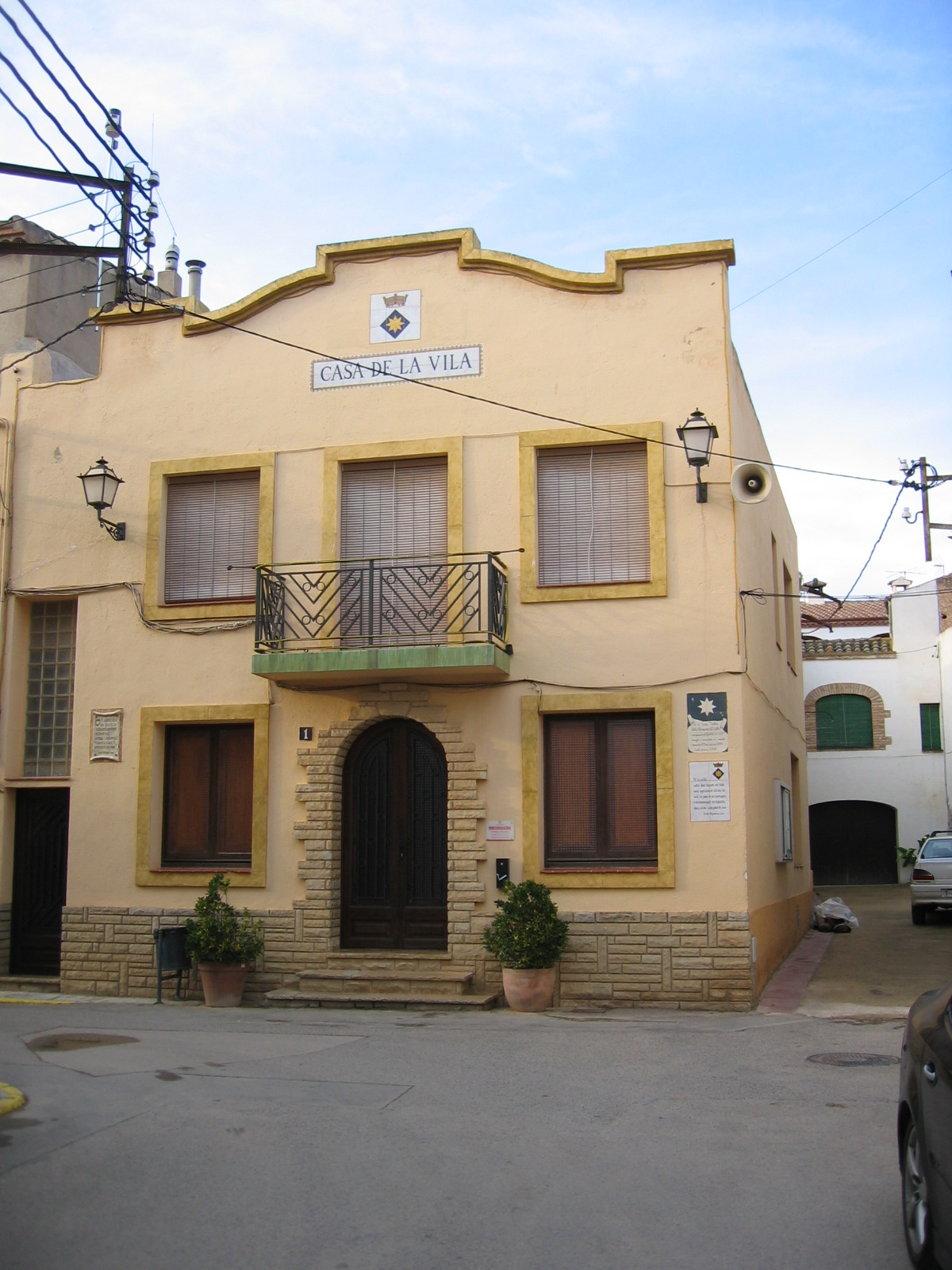
Rathaus

- Magdalenenkirche
- Rathaus